# Hypnum diversifolium
Hypnum diversifolium là một loài Rêu trong họ Hypnaceae. Loài này được (Schimp.) Schleich. ex Sull. & Lesq. mô tả khoa học đầu tiên năm 1856.